# Энгельс (город)
Э́нгельс (до 1914 года — Покро́вская Слобода́, до 1931 года — Покро́вск) — город в Саратовской области России, второй по числу жителей город области. Административный центр Энгельсского муниципального района и входящего в него муниципального образования город Энгельс со статусом городского поселения.
Энгельс расположен на левом берегу Волгоградского водохранилища при впадении в него реки Саратовки, напротив Саратова.
Основан в 1747 году чумаками из Полтавской и Харьковской губерний. Флаг города — сине-бело-красно-чёрно-жёлтый: жёлтый и чёрный цвета на флаге — от флага Германии (в память Автономной Республики Немцев Поволжья), а белый, синий и красный — от флага России. На гербе изображён вол (скот, на котором везли соль чумаки). С 1922 по 1941 годы — столица Автономной Республики Немцев Поволжья.
Входит в состав Саратовской агломерации. Предпринимались попытки выдвинуть предложения по объединению Энгельса и Саратова в единый город-миллионер.
Население — 222 115 чел. (2025).

## Этимология
Первичное название селения — Покровская Слобода (она же Покровский Городок), которое было дано по церкви Покрова Пресвятой Богородицы; в середине XIX века отмечено также название Козакенштадт (нем. Kosakenstadt), связанное, видимо, с тем, что первыми жителями слободы были казаки, а окружающие их новые поселенцы были немецкоязычными. В 1914 году слобода преобразована в город Покровск , а в 1931 переименована в город Энгельс в честь Фридриха Энгельса.

## История
Покровская слобода основана в 1747 году на левом берегу реки Волги украинскими поселенцами, напротив города Саратова. Прежде на этой территории были калмыцкие кочевья и ставка хана Аюки. Ещё в 1617—1674 годах в черте современного Энгельса находился и сам Саратов, перенесённый позже на другой берег Волги. И именно здесь состоялась первая встреча Петра Первого с калмыцким ханом Аюкой.
Закладка слободы в 1747 году связана с указом императрицы Елизаветы о начале добычи соли на озере Эльтон и закладки для этих целей ряда опорных баз на Волге (ещё в 1990-х годах XX века и в первые года XXI века можно было услышать, как проспект Строителей и Ершовский тракт называют Эльтонским трактом, а переезд на пересечении проспекта Строителей и Полтавской улицы — «Эльтонка»). 16 и 18 августа 1747 года под руководством подполковника Н. Ф. Чемодурова состоялась закладка первых соляных магазинов. В связи с тем, что лошади не выдерживали тяжёлого труда в голой степи, для доставки соли в Заволжье были приглашены с волами казацкие чумаки (возчики), которые и стали первыми жителями слободы. За несколько лет сюда приехало несколько сотен семей. Управление слободой осуществлялось атаманами.
В 1851 году Покровская слобода в составе Новоузенского уезда была передана из состава Саратовской губернии во вновь образованную Самарскую губернию.
После открытия в 1894 году заволжской линии Рязано-Уральской железной дороги Покровская Слобода превратилась в самый крупный рынок Заволжья. Бесконечным потоком пошли зерно, нефть, соль, лес, строительные материалы, товары из Азии. Одновременно с прокладкой ж/д линии были построены железнодорожные мастерские и станция Покровск. На станции были построены аптека, медпункт, при котором открыта больница. 1 мая на станции заработала электростанция. В главной конторе мастерских размещалась публичная библиотека, пользовался большим успехом драматический кружок, по сути заменивший на тот момент городской театр. У здания вокзала находился уютный тенистый сад «Венеция». Под деревьями стояли лёгкие столы с креслами, в буфете всегда имелся достаточный выбор отечественных и заграничных вин. Посетители могли тут же сыграть партию в бильярд или попытать удачу в кегельбане. Публику развлекали камерные певцы, куплетисты, рассказчики, гармонисты, балалаечники, жонглёры и фокусники. Прибывших в старый Покровск пассажиров-путешественников катали в экипаже «лёгкого извозчика» по специально проложенному Покровскому шоссе (сейчас улица Ленина), ведущему в центр города. Вокзал как исторический объект сегодня не сохранился[прояснить] (требует реставрации). Недалеко от здания вокзала установлен на вечную стоянку паровоз серии Л.
В 1901 году путешествовавший в этих краях А. Маликов[кто?] написал в своей книге: «Если взглянуть на линию громадных хлебных амбаров да на соседнюю с ними площадь, сплошь обставленную каменными зданиями, то всякий заезжий человек сразу же придёт к заключению, что Покровская слобода изобилует коммерческими людьми и крупными капиталами».
В 1910 году насчитывалось восемьдесят семь хлебных амбаров, общей вместимостью десять миллионов пудов. Амбары принадлежали покровским крестьянам-посевщикам и саратовским, нижегородским и рыбинским мукомолам и банкам: Русско-Азиатскому и Русскому для внешней торговли.
Торговые сделки хлебом совершались на бирже, располагавшейся в её собственном кирпичном здании на Троицкой площади — теперь в нём находится ЗАГС. Здесь же работали, кроме упомянутых, отделения банков: Волжско-Камского, Русского торгово-промышленного, Петербургского международного — и два покровских банка: сельский и Общества взаимных кредитов. Гавань возле Покровской слободы Рязано-Уральская железная дорога специализировала для торговли хлебом, вместо того, чтобы грузить пароходы на берегу коренной Волги, куда зерно подвозили на расстояние 4—5 вёрст по тяжёлой песчаной дороге. В Покровской слободе возле железнодорожных путей и зернохранилищ зерно требовалось перемещать только на несколько десятков саженей, что сразу привлекло хлеботорговцев. Через гавань РУЖД в Покровской слободе за год проходило до 15 миллионов пудов зерна.
На берегу Волги близ слободы стояли шесть паровых лесопильных заводов и нефтяные склады Восточного общества, Товарищества братьев Нобель, Общества «Мазут» и Общества Рязано-Уральской железной дороги. Вокруг железнодорожной станции работали костемольный и клееваренный заводы, далее — чугунолитейный, кирпичные и черепичный, а также три паровые мельницы, не считая мелких фабрик.
Железнодорожных станций было две. Одна в самой Покровской слободе, другая — на берегу Волги.
Согласно Списку населённых мест Самарской губернии 1910 года в Покровской слободе проживало 14 473 мужчины и 15 027 женщин. Население слободы составляли преимущественно бывшие государственные крестьяне, русские, малороссы, немцы и татары, православные, католики, лютеране и магометане. В слободе имелись 6 церквей, лютеранский молитвенный дом, римско-католическая каплица, 1 среднее учебное заведение, 6 земских, 5 приходских, 2 двухклассных министерских школ, 3 больницы, 2 аптеки, 2 богадельни, почтово-телеграфная контора, казённый винный склад, 5 кожевенных заводов, паровая мельница, 2 чугунно-литейных завода, черепичный завод, 10 кирпичных заводов, 4 горшечных завода, депо Рязано-Уральской железной дороги, типография, банки и другие финансово-кредитные учреждения.
В 1914 году Покровская слобода получила статус города с названием Покровск.
В 1919 году город передан в составе Покровского уезда из Самарской губернии в Саратовскую.
В 1931 году город Покровск переименован в город Энгельс (закон от 18 октября 1931 года) в честь немецкого философа и общественного деятеля Фридриха Энгельса. В 1922—1941 годах — столица АССР немцев Поволжья, с сентября 1941 года — город областного подчинения Саратовской области.
До сентября 1941 года в городе работали Немецкий педагогический институт и Немецкий сельскохозяйственный институт.
В 1965 году был построен автодорожный мост, соединивший Энгельс с Саратовом.

## Органы местного самоуправления
- Администрация муниципального образования город Энгельс и Энгельсский городской Совет депутатов — возглавляет Глава муниципального образования город Энгельс Таушанкова Юлия Валерьевна.

## Официальные символы
Решением Энгельсского городского Совета от 3 марта 2006 года № 31/01 «Об использовании официальной символики Энгельсского муниципального района Саратовской области» установлено, что до утверждения официальных символов муниципального образования город Энгельс органами местного самоуправления и муниципальными учреждениями используются герб и флаг Энгельсского муниципального района.

## Физико-географическая характеристика
Энгельс расположен на левом берегу Волги (Волгоградского водохранилища), в Низком Заволжье, на юго-востоке Восточно-Европейской равнины. Связан с областным центром городом Саратовом Саратовским мостом длиною 2825,8 м. Высота над уровнем моря — около 30 м. Самая низкая точка на территории города — урез воды Волгоградского водохранилища — 15 м над уровнем моря, наивысшая расположена у южной окраины города и составляет 40 метров над уровнем моря.
Для защиты города Энгельса от постоянного и временного затопления при воздействии Волгоградского водохранилища построена дамба обвалования г. Энгельса.

### Климат
Температура воздуха имеет резко выраженный годовой ход. Средняя температура января составляет −7,7 °C, средняя температура июля — +22,7 °C. Лето жаркое, наиболее высокая температура отмечена в июле. Абсолютный максимум достигает 47 °C. Многолетняя норма осадков — 427 мм.
| Показатель                                  | Янв.  | Фев.  | Март  | Апр.  | Май  | Июнь | Июль | Авг. | Сен. | Окт.  | Нояб. | Дек.  | Год   |
| ------------------------------------------- | ----- | ----- | ----- | ----- | ---- | ---- | ---- | ---- | ---- | ----- | ----- | ----- | ----- |
| Абсолютный максимум, °C                     | 8,1   | 8,4   | 17,7  | 30,1  | 37,7 | 41,7 | 44,1 | 47,2 | 41,2 | 27,1  | 16,1  | 11,7  | 47,2  |
| Средний суточный максимум, °C               | −4,8  | −4,5  | 1,4   | 13,5  | 22,7 | 27,2 | 29,3 | 27,6 | 22,7 | 11,1  | 2,8   | −4,4  | 12,0  |
| Средняя температура, °C                     | −7,7  | −7,7  | −1,9  | 8,6   | 16,1 | 20,5 | 22,7 | 21,3 | 15,7 | 7,3   | −0,4  | −5,8  | 7,3   |
| Средний суточный минимум, °C                | −11,6 | −11,1 | −5,2  | 4,7   | 11,4 | 15,1 | 17,4 | 16,5 | 11,1 | 3,8   | −3,2  | −9,1  | 3,3   |
| Абсолютный минимум, °C                      | −37,3 | −37,2 | −26,8 | −17,8 | −3,8 | 2,1  | 7,4  | 4,3  | −5,9 | −11,6 | −24,7 | −31,4 | −37,3 |
| Норма осадков, мм                           | 40    | 33    | 34    | 33    | 40   | 54   | 49   | 34   | 42   | 34    | 39    | 37    | 471   |
| Источник: https://www.msn.com/ru-ru/weather |       |       |       |       |      |      |      |      |      |       |       |       |       |

### Часовой пояс
Энгельс находится в часовой зоне МСК+1. Смещение применяемого времени относительно UTC составляет +4:00. Прибавлен 1 час с 11 ноября 2016 года, до этого время совпадало с московским.

## Население
Динамика численности населения по годам:
| 1859     | 1889     | 1897     | 1910     | 1926     | 1931     | 1937     | 1939     | 1959     | 1962     |
| -------- | -------- | -------- | -------- | -------- | -------- | -------- | -------- | -------- | -------- |
| 12 956   | ↗18 721  | ↗21 599  | ↗29 490  | ↗34 167  | ↗42 400  | ↗56 988  | ↗73 240  | ↗90 724  | ↗106 000 |
| 1967     | 1970     | 1973     | 1975     | 1976     | 1979     | 1982     | 1985     | 1986     | 1987     |
| ↗122 000 | ↗130 066 | ↗144 000 | ↗152 000 | →152 000 | ↗161 349 | ↗170 000 | ↗176 000 | ↘175 000 | ↗182 000 |
| 1989     | 1990     | 1991     | 1992     | 1993     | 1994     | 1995     | 1996     | 1997     | 1998     |
| ↘181 201 | ↗183 000 | ↗184 000 | ↘183 000 | ↗184 000 | →184 000 | ↗187 000 | ↗188 000 | →188 000 | ↗189 000 |
| 1999     | 2000     | 2001     | 2002     | 2003     | 2004     | 2005     | 2006     | 2007     | 2008     |
| ↗189 100 | ↘189 000 | ↗190 600 | ↗193 984 | ↗194 000 | ↘192 200 | ↘192 000 | ↗194 800 | ↗200 800 | ↗204 400 |
| 2009     | 2010     | 2011     | 2012     | 2013     | 2014     | 2015     | 2016     | 2017     | 2018     |
| ↗206 848 | ↘202 419 | ↗202 838 | ↗207 462 | ↗212 899 | ↗217 776 | ↗221 847 | ↗224 213 | ↗225 752 | ↗226 176 |
| 2019     | 2020     | 2021     | 2024     | 2025     |          |          |          |          |          |
| ↘225 731 | ↗227 049 | ↘225 428 | ↘222 685 | ↘222 115 |          |          |          |          |          |

На 1 января 2025 года по численности населения город находился на 88-м месте из 1124 городов Российской Федерации.
Национальный состав
| Народ            | 1859 год      | 1889 год        | 1926 год       | 1939 год        | 2010 год         |
| ---------------- | ------------- | --------------- | -------------- | --------------- | ---------------- |
| Русские          | ~ 4 318 (1/3) | 5 280 (28,2 %)  | н/д            | 42 408 (57,9 %) | 168 435 (89,8 %) |
| Украинцы         | ~ 8 638 (2/3) | 14 565 (77,8 %) | н/д            | 12 001 (16,4 %) | 4 250 (2,1 %)    |
| Казахи           | -             | -               | н/д            | 246             | 1 853 (1,0 %)    |
| Армяне           | -             | -               | н/д            | 44              | 1 090            |
| Азербайджанцы    | -             | -               | н/д            | 8               | 1 072            |
| Белорусы         | -             | -               | н/д            | 153             | 786              |
| Российские немцы | -             | 625 (3,3 %)     | 4 133 (12,1 %) | 15 562 (21,2 %) | 535              |
| Мордва           | н/д           | -               | н/д            | 1 420 (2,0 %)   | 820              |
| Татары           | -             | 30              | н/д            | 764 (1,0 %)     | 5 107            |
| Другие           | н/д           | 55              | н/д            | 634             |                  |
| Не указали       | н/д           | н/д             | н/д            | н/д             | 15 333           |
| Всего            | 12 956        | 18 721          | 34 245         | 73 240          | 202 419          |

### Национальный состав
По переписи 2010 года: русские — 90 %; татары — 2,7 %; украинцы — 2,3 %; казахи — 1 %; армяне — 0,6 %; азербайджанцы — 0,6 %; прочие — 2,8 %

## Экономика

### Энергетика
Источником электрической и тепловой энергии в городе является Энгельсская ТЭЦ-3.

### Промышленность
Промышленные предприятия города Энгельс известны как в России, так и далеко за её пределами:
- ООО «Завод Металлоконструкций»
- ООО «Сигнал-Теплотехника» (отопительные напольные газовые котлы и электрокотлы)
- ООО «Станковита» — выпуск станков для мебельной промышленности
- ООО ЭПО «Сигнал» (авиационное приборостроение и газовая продукция)
- ООО «Манометр» (производство приборов давления)
- OOO «Энгельс свечи зажигания» (до 6 июня 2023 года «Роберт Бош Саратов») — бывший завод автотракторных запальных свечей, выпускает свечи зажигания
- ООО «Бош Пауэр Тулз» (производство электроинструментов)
- ООО «Бош Еврорадиаторы»
- ООО «Бош Отопительные Системы» (производство промышленных и бытовых газовых котлов)
- ОАО «Энгельсский трубный завод» (производство стальных электросварных, водогазопроводных и профильных труб)
- ООО «Хенкель Рус» (завод Henkel Group по производству синтетических моющих средств)
- ЗАО «Стройматериалы. Энгельсский кирпичный завод»
- ЗАО «Энгельсская мебельная фабрика»
- ОАО «Молочный комбинат „Энгельсский“»
- ООО «Энгельсский хлебокомбинат»
- ОАО «Кондитерская фабрика „Покровск“»
- ООО «Профиль» — изготовление тонкостенного оцинкованного профиля
- ОАО «Волгомост Мостоотряд № 8» — строительство мостов и мостовых сооружений
- ЗАО «ПОШ-Химволокно» — производство нетканых материалов
- ОАО «Энгельсский завод фильтров» — производство фильтров очистки топлива, очистки масла и очистки воздуха
- ЗАО «Производственное предприятие ЖБК-3» — производство железобетонных конструкций и строительство
- ОАО ТРАНСМАШ
- Завод железобетонных изделий № 6 (филиал АО «БЭТ») — производство железобетонных шпал и комплектов брусьев стрелочных переводов

бывшие:
- ООО «Энгельсский локомотивный завод» (признан банкротом  в декабре 2020)[67][68][69]
- ОАО «9 ЦАРЗ» — производство и ремонт боевой и специальной техники для вооружённых сил РФ (больше не работает)

В городе хорошо развит кластер транспортного машиностроения. Это известный в мире завод «ТролЗа» выпускающий троллейбусы с 1951 года и поставляющий свою продукцию как в России, так и в разные страны мира.
Для нужд железнодорожного транспорта выпускают продукцию «Энгельсский завод транспортного машиностроения» (снегоочистители, вагоны-платформы), «Энгельсский завод металлоконструкций» (мостовые конструкции, вагоны).
В 2015 году выпуск продукции начал «Энгельсский локомотивный завод» (двухсистемные грузовые электровозы 2ЭВ120).
Также работает «Завод специализированных автомобилей» (спецавтомобили для нужд Министерства обороны, а также для гражданского применения).

### Торговые сети
В Энгельсе широко представлены федеральные, местные и иностранные торговые сети. В их число входят:
- «Связной»,
- «М.видео»,
- «Эльдорадо»,
- «DNS»,
- «Лента»,
- «Пятёрочка»,
- «Магнит»,
- «Перекрёсток»,
- «Гроздь» (закрыта в 2023 году),
- «Стройландия»[70],
- «Семейный» (закрыта в 2019 году)
- «Fix Price»,
- «Спортмастер»,
- «Л'Этуаль»,
- «Ив Роше»
- «Чижик»

и другие.

### Предприятия общественного питания
В городе имеются предприятия общественного питания «Вкусно и точка», «KFC», «Burger King», «Додо Пицца»

### Банки
Банковскую систему в городе представляют: Сбербанк России, Банк ВТБ, Альфа-Банк, Газпромбанк, Почта Банк, Промсвязьбанк, Росбанк, Росгосстрах Банк, Россельхозбанк, Русский стандарт, Совкомбанк, Связь-Банк, Хоум Кредит, «Промсельхозбанк», «Газнефтьбанк», Банк «Агророс», «Активкапитал Банк», «Экономбанк».

## Транспорт

### Городской общественный транспорт

#### Городской троллейбус
Энгельсский троллейбус представлен двумя маршрутами:
- 14 Лента — ЗМК — Химволокно
- 109 Саратов (вокзал) — Энгельс (Завод ТролЗа)

Ранее действовали ещё два маршрута:
- 8 Пл. Ленина — Завод им. Урицкого

закрыт в 2021 г. (поглощён вновь открывшимся маршрутом 109);
- 12 Пл. Ленина — Химволокно

закрыт в 2016 г. (объединён с маршрутом 14).
Впервые в области, в марте 2024 года на маршрут 109 вышли 6 новых электробусов Volgabus-5270 E с ночной зарядкой.

#### Городской автобус
- 282Б Вокзал Саратов — пос. Новопушкинское
- 284 Вокзал Саратов — пос. Мелиораторов — пос. Прибрежный
- 284А Вокзал Саратов — Лётка — Химволокно
- 284Б Вокзал Саратов — Юбилейный — Химволокно
- 284К Вокзал Саратов — Вокзал Энгельс

Автобусы соединяют практически все районы города с областным центром.

#### Речной транспорт
Имеется пассажирская пристань которая принимает единственный пассажирский маршрут Саратов (речной вокзал) — Энгельс — Шалово — Дачное — Шумейка.

#### Железнодорожный транспорт
В городе расположена железнодорожная станция Покровск-Приволжский Приволжской железной дороги (тупиковая станция на ветви от станции Анисовка)

## Военные объекты
Сразу за восточной границей города расположена авиабаза Энгельс ВКС России, одна из крупнейших в мире, на которой дислоцируется 22-я Донбасская тяжёлая бомбардировочная авиационная дивизия управления командующего Дальней авиации ВВС РФ. Это одна из двух (наряду с авиабазой Украинка) оставшихся действующих баз российской стратегической авиации, на которой расположены бомбардировщики Ту-160 и Ту-95 МС имеющие на вооружении крылатые ракеты с ядерными боеголовками.
При авиабазе функционирует музей дальней авиации.

## Здравоохранение
- Энгельсская районная больница
- Энгельсская городская клиническая больница № 1
- Городская больница № 2
- Областной онкологический диспансер № 1
- Городская поликлиника № 1
- Городская поликлиника № 2
- Городская поликлиника № 3
- Городская поликлиника № 4
- Городская стоматологическая поликлиника
- Городская детская больница
- Энгельсская городская детская поликлиника

## Образование и наука

#### Высшие учебные заведения
- Энгельсский технологический институт (филиал Саратовского государственного технического университета имени Гагарина Ю. А.)
- Поволжский кооперативный институт (филиал Российского университета кооперации)

#### Учреждения среднего профессионального образования
- Государственное автономное профессиональное образовательное учреждение Саратовской области «Энгельсский промышленно-экономический колледж»
- Государственное автономное профессиональное образовательное учреждение Саратовской области «Энгельсский колледж профессиональных технологий»
- Государственное автономное профессиональное образовательное учреждение Саратовской области «Энгельсский медицинский колледж Святого Луки (Войно-Ясенецкого)»
- Государственное автономное профессиональное образовательное учреждение Саратовской области «Энгельсский механико-технологический техникум»

#### Общеобразовательные учебные заведения
- Муниципальное бюджетное общеобразовательное учреждение «Средняя общеобразовательная школа № 1»
- Муниципальное общеобразовательное учреждение «Средняя общеобразовательная православная школа № 2 имени Благоверного князя Дмитрия Донского»
- Муниципальное общеобразовательное учреждение «Средняя общеобразовательная школа № 3»
- Муниципальное бюджетное общеобразовательное учреждение «Средняя общеобразовательная школа № 4 имени академика С. П. Королёва»
- Муниципальное бюджетное общеобразовательное учреждение «Средняя общеобразовательная школа № 5 им. В. Хомяковой»
- Муниципальное автономное образовательное учреждение «Средняя общеобразовательная школа № 7»
- Муниципальное общеобразовательное учреждение «Гимназия № 8»
- Муниципальное бюджетное общеобразовательное учреждение «Средняя общеобразовательная школа № 9»
- Муниципальное общеобразовательное учреждение «Основная общеобразовательная школа № 10»
- Муниципальное бюджетное общеобразовательное учреждение «Средняя общеобразовательная школа № 12 имени Героя Советского Союза Виталия Федоровича Суханова»
- Муниципальное общеобразовательное учреждение «Средняя общеобразовательная школа имени Ю. А. Гагарина»
- Муниципальное бюджетное общеобразовательное учреждение «Средняя общеобразовательная школа № 15 с углублённым изучением отдельных предметов им. Героя Советского Союза Расковой Марины Михайловны»
- Муниципальное бюджетное общеобразовательное учреждение «Средняя общеобразовательная школа № 16»
- Государственное бюджетное общеобразовательное учреждение «Школа для обучающихся по адаптированным образовательным программам № 17»
- Муниципальное бюджетное общеобразовательное учреждение «Средняя общеобразовательная школа № 18»
- Муниципальное бюджетное общеобразовательное учреждение «Средняя общеобразовательная школа № 19»
- Муниципальное бюджетное общеобразовательное учреждение «Средняя общеобразовательная школа № 20»
- Муниципальное бюджетное общеобразовательное учреждение «Средняя общеобразовательная школа № 21»
- Муниципальное бюджетное общеобразовательное учреждение «Средняя общеобразовательная школа № 22 имени Героя Советского Союза П. Т. Пономарёва»
- Муниципальное бюджетное общеобразовательное учреждение «Средняя общеобразовательная школа № 24»
- Муниципальное бюджетное общеобразовательное учреждение «Средняя общеобразовательная школа № 25»
- Муниципальное общеобразовательное учреждение «Основная общеобразовательная школа № 26»
- Муниципальное бюджетное общеобразовательное учреждение «Средняя общеобразовательная школа № 30»
- Муниципальное бюджетное общеобразовательное учреждение «Средняя общеобразовательная школа № 31»
- Муниципальное бюджетное общеобразовательное учреждение «Средняя общеобразовательная школа № 32»
- Муниципальное бюджетное общеобразовательное учреждение «Средняя общеобразовательная школа № 33»
- Муниципальное бюджетное общеобразовательное учреждение «Кадетская школа „Патриот“»
- Муниципальное общеобразовательное учреждение «Музыкально-эстетический лицей им. А. Г. Шнитке»

- Музыкально-эстетический лицей имени Альфреда Шнитке
- Детская школа искусств № 1

#### Школы искусств
- Детская школа искусств № 1
- Детская школа искусств № 2
- Детская школа искусств № 3
- Детская школа искусств № 4
- Детская школа искусств № 5
- Детская школа искусств № 6

## Культура
- В 1968 году в здании городского дома культуры, в котором ранее располагались русский и немецкий гостеатры, был открыт Саратовский областной театр оперетты, первый спектакль состоялся 7 октября 1968 года — концерт «Будем знакомы, дорогие земляки!»[72].
- Энгельсский краеведческий музей находится на улице Горького, 4.
- Энгельсская картинная галерея находится на площади Ленина, 36.
- Дом-музей писателя Льва Кассиля находится на улице Льва Кассиля 42. Этот дом — последнее место жительства семьи Кассилей в г. Покровске (Энгельсе) в 1918—1921 г.
- С 12 декабря 1938 года по 28 февраля 2019 года в городе функционировал кинотеатр «Родина», в настоящее время демонстрация кинофильмов ведётся в ТРЦ «Облака» (ул. Тельмана, 25).
- С 1962 года по 2007 год в городе функционировал кинотеатр «Спутник». В настоящее время здание кинотеатра используется в качестве супермаркета «Магнит».
- Дом культуры «Ударник» располагается по адресу площадь Свободы 17, в здании бывшей гимназии, в которой учился писатель Лев Кассиль.
- Дом культуры «Строитель» находится на проспекте Строителей 7.
- Дом культуры «Дружба»(центр народного творчества), находится в пос. Химиков. Выбран главной площадкой для проведения городских и районных мероприятий.
- Дом культуры «Восход», находится в пос. Приволжский.

- Театр оперетты
- Энгельсский краеведческий музей
- Энгельсская картинная галерея
- Дом-музей Льва Кассиля
- Дом культуры «Ударник»
- Дворец культуры «Строитель»
- Барельеф «Строитель»
- Танцующая пара на Бульваре Роз

## Культовые сооружения
- Свято-Троицкий храм — кафедральный собор Покровской епархии Русской православной церкви, построенный в 1818 году
- Энгельсская соборная мечеть
- Дом молитвы евангельских христиан-баптистов
- Храм Воскресения Христова на территории старого кладбища
- Храм во имя Святого Великого князя Александра Невского на территории нового городского кладбища
- Часовня Покрова Пресвятой Богородицы вблизи городской набережной
- Храм Покрова Пресвятой Богородицы вблизи железнодорожного вокзала
- Храм Святых равноапостольных царя Константина и царицы Елены
- Храм святителя Спиридона
- Свято-Ильинская церковь на территории лётного городка находится (нижний придел во имя Святого Владимира Равноапостольного)

## Кладбища
- Городское кладбище (Восточное)
- Старое кладбище
- Новое кладбище (Эльтонское)

## Достопримечательности
- Памятник Фридриху Энгельсу, открыт 27 ноября 1981 года;
- Памятник гербу Энгельсского муниципального района «Бык-солевоз»
- Здание Собрания депутатов и администрации Энгельсского муниципального района (бывшее здание ЦИК и СНК АССР немцев Поволжья);
- Здание Энгельсского отдела ЗАГС, построено в 1909;
- Здание гарнизонного дома офицеров (1935 г.) — объект культурного наследия регионального значения; единственное здание, построенное по проекту архитектора Иосифа Каракиса в Саратовской области. В 1941 году здесь формировались первые женские авиаполки под руководством Марины Расковой, в 1960 году при подготовке первого отряда советских космонавтов в доме офицеров бывали Юрий Гагарин, Алексей Леонов и Герман Титов[73].
- Дом-музей Л. А. Кассиля;
- Обелиск Победы, открыт 7 мая 1975 года;
- Мемориал памяти воинов, умерших в госпиталях г. Энгельса от ран в годы Великой Отечественной войны;
- Мемориал памяти лётчиков Дальней авиации, погибших при исполнении служебного долга;
- Мемориал «Вечная память» памяти погибших военных лётчиков;
- Музей Дальней авиации;
- Памятник «Героям фронта и тыла», открыт 9 мая 2000 года;
- Памятник «Верным сынам Отечества», открыт 8 мая 2007 года;
- Памятник героям — ликвидаторам последствий ядерных катастроф, открыт 26 апреля 2008 года;
- Памятник поволжским немцам, переселённым в 1941 году, открыт 26 августа 2011 года;
- Памятник «Оставшимся без погребения», открыт 22 июня 2011 года;
- Скульптурная композиция «Танцующая пара» на бульваре Роз, открыта 1 июня 2013 года;
- Памятник святым благоверным князю Петру и княгине Февронии Муромским. Открыт 8 июля 2019 года в День семьи, любви и верности в Детском парке (переименованном в ноябре 2021 в Троицкий сквер) на площади Свободы, скульптор Катони С. И.;
- Памятник Юрию Гагарину и Сергею Королёву «Перед полётом…» установлен на набережной г. Энгельс, открыт 25 августа 2017 года;
- Памятник Фёдору Егоровичу Кобзарю, открыт 20 августа 2018 года;
- Памятник Андрею Андреевичу Мыльникову, открыт 21 августа 2018 года;
- Памятник уроженцу города Энгельс композитору Альфреду Шнитке, открыт 22 августа 2018 года;
- Памятник Марине Михайловне Расковой в Лётном городке-1, открыт 28 января 2020 года.
- Памятник Александру Сергеевичу Пушкину в Пушкинском сквере на углу улиц Пушкина и Тельмана, открыт 6 июня 2021 г. в День русского языка и 222-летия со дня рождения поэта.
- Парк покорителей космоса им. Юрия Гагарина на месте приземления Юрия Гагарина, открыт 12 апреля 2021 г.

## Археология
От названия города Покровска происходит название археологической покровской группы, так как здесь обнаружили одну из характерных могил.